# Parafia św. Marcina w Międzyrzeczu Górnym
Parafia pod wezwaniem Świętego Marcina w Międzyrzeczu Górnym – parafia rzymskokatolicka znajdująca się w Międzyrzeczu Górnym. Należy do dekanatu Jasienica diecezji bielsko-żywieckiej.
Po raz pierwszy wzmiankowana w 1447.